# Dorfkirche Mützel
Die Dorfkirche Mützel ist eine Fachwerkkirche in der Ortschaft Mützel der Stadt Genthin im Landkreis Jerichower Land in Sachsen-Anhalt. Im Denkmalverzeichnis für die Stadt Genthin ist die Dorfkirche unter der Erfassungsnummer 094 76159 als Baudenkmal eingetragen. Die Gemeinde gehört zum Pfarramt Genthin im Kirchenkreis Elbe-Fläming der Evangelischen Kirche in Mitteldeutschland.

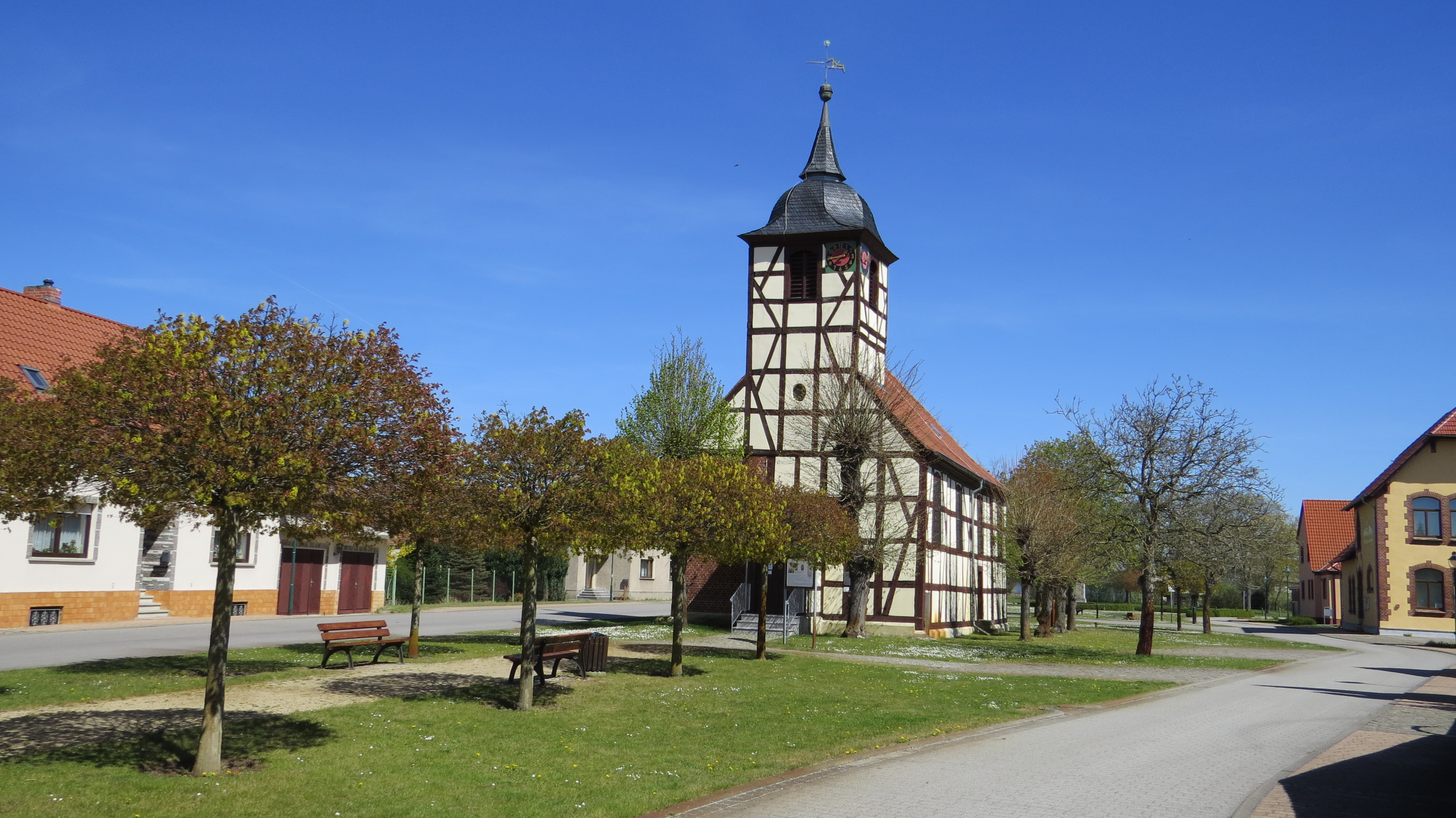
Kirche in Mützel, Genthin

## Lage
Die Dorfkirche von Mützel liegt am Käthe-Kollwitz-Platz in Mützel. Östlich der Kirche befindet sich das Kriegerdenkmal des Ortes.

## Geschichte
König Friedrich II. ließ Kollekten in den Kirchen in Preußen aufstellen, um Geld für den Bau einer Dorfkirche für die damals noch junge Gemeinde zu sammeln. So konnte 1767 in Mützel aufgrund der Spenden die Fachwerkkirche gebaut werden. Da die Kirche stark vom Holzwurm befallen war, wurde 2011 eine Schädlingsbekämpfung mit Gas durchgeführt.

## Ausstattung
Der schlichte Kanzelaltar stammt von 1783. Der schlanke neogotische Taufstein wurde 1848 geschaffen. Die aus der Werkstatt von R. Voigt stammende Orgel wurde um 1870 gebaut.